# Бекри, Тахар
Тахар Бекри (фр. Tahar Bekri, араб. طاهر البكري‎; род. 7 июля 1951, Габес, Тунис) — тунисский поэт, прозаик и литературный критик, проживает во Франции. Лауреат премии Бенжамена Фондана (2018) и премии за популяризацию французского языка и литературы (2019).

## Биография
Родился 7 июля 1951 года в городе Габес. Окончил франко-арабскую школу. Первые стихи написал в тринадцать лет, переживая раннюю смерть матери. В 1976 году переехал во Францию. Живёт в Париже. Кроме писательской, занимается педагогической деятельностью. В 1985 году читал лекции по литературе Магриба в Парижском университете. Почётный профессор Университета Западный Париж — Нантер-ля-Дефанс.
Автор около тридцати книг. Его стихи, написанные на арабском и французском, переведены на несколько языков, в числе которых русский, английский, итальянский, испанский и турецкий. Бекри издал несколько литературоведческих работ, среди которых книга об алжирском поэте Малеке Хаддаде. Он определяет литературу Магриба, как литературные тексты, опубликованные авторами из Туниса, Алжира и Марокко, использующими разговорные выражения на французском, арабском и берберском языках.
В октябре 2018 года Бекри был удостоен международной премии имени Бенджамина Фондана за литературу на французском языке. В июнь 2019 года Французская академия вручила ему премию за популяризацию французского языка и литературы.

## Сочинения

### Поэзия
- «Солнечный пахарь, следующий за гроздью ночи» (фр. Le Laboureur du soleil suivi de Les Grappes de la nuit, 1983)
- «Песня странствующего короля» (фр. Le Chant du roi errant, 1985)
- «Сердце разбитое в океанах» (фр. Le Cœur rompu aux océans, 1988)
- «Стихи к Сельме» (фр. Poèmes à Selma, 1989)
- «Сок дней» (фр. La Sève des jours, 1991)
- «Соединённые чётки» (фр. Les Chapelets d'attache, 1994)
- «Стихи к Гастону Мирону» (фр. Poèmes à Gaston Miron, 1996)
- «Журнал снега и огня» (фр. Journal de neige et de feu, 1997)
- «Нетерпеливые мечты» (фр. Les Songes impatients, 1997)
- «Обожжённый горизонт» (фр. L'Horizon incendié, 2002)
- «Ветер без укрытия» (фр. Le Vent sans abri, 2002)
- «Афганистан» (фр. Afghanistan, 2002)
- «Горящий слух о море» (фр. La Brûlante rumeur de la mer, 2004)
- «Если музыка должна умереть» (фр. Si la musique doit mourir, 2006)
- «Изречения реки» (фр. Les dits du fleuve, 2009)
- «Я зову себя Тунис» (фр. Je te nomme Tunisie, 2011)
- «Если музыка должна умереть» (фр. Si la musique doit mourir, 2011)
- «Вспоминая Юнуса Эмре» (фр. Au souvenir de Yunus Emre, 2012)
- «Ностальгия по диким розам» (фр. La nostalgie des rosiers sauvages, 2014)
- «Грустное тутовое дерево в арабской весне» (фр. Mûrier triste dans le printemps arabe, 2016)
- «Деревья успокаивают меня» (фр. Les arbres m'apaisent, 2017)
- «Пустыня в сумерках» (фр. Désert au crépuscule, 2018)

### Проза
- «Лето тени и света» (фр. Étés d'ombre et de lumière, 2005)
- «Книга памяти (тетради)» (фр. Le Livre du souvenir (carnets), 2007)
- «Я снова вижу маму» (фр. Je revois ma mère, 2008)
- «Три города для вулкана под морем» (фр. Trois villes pour un volcan sous la mer, 2010)
- «Здравствуй, Газа (тетради и стихи)» (фр. Salam Gaza (carnets et poésies), 2010)
- «Книга памяти» (фр. Le livre du souvenir, 2016)

### Критика
- «Малек Хаддад, художественная работа. О поэтике магрибской литературы на французском языке» (фр. Malek Haddad, l'œuvre romanesque. Pour une poétique de la littérature maghrébine de langue française, 1986)
- «Литература Туниса» (фр. Littérature de Tunisie, 1987)
- «Литература Магриба. Избранная библиография» (фр. Littératures du Maghreb. Bibliographie sélective, 1989)
- «Литература Туниса и Магриба» (фр. Littératures de Tunisie et du Maghreb, 1994)
- «Тунисская и магрибская литература и прочие тексты» (фр. De la littérature tunisienne et maghrébine et autres textes, 1999)
- «Прогулка в забвении» (фр. Marcher sur l'oubli, 2000)
- «Введение в тунисскую литературу» (фр. En guise de préface à la littérature tunisienne, 2012)
- «Палестинская поэзия» (фр. Poésie de Palestine, 2013)

### На русском
- Поэзия Тахара Бекри: Французско-русская антология / Сост., ввод. ст., пер. стихов с фр. С. В. Прожогиной. — М. : Институт востоковедения РАН, 2002. — 218 с. — ISBN 5-89282-200-1.